# Stardust (Hotel und Kasino)

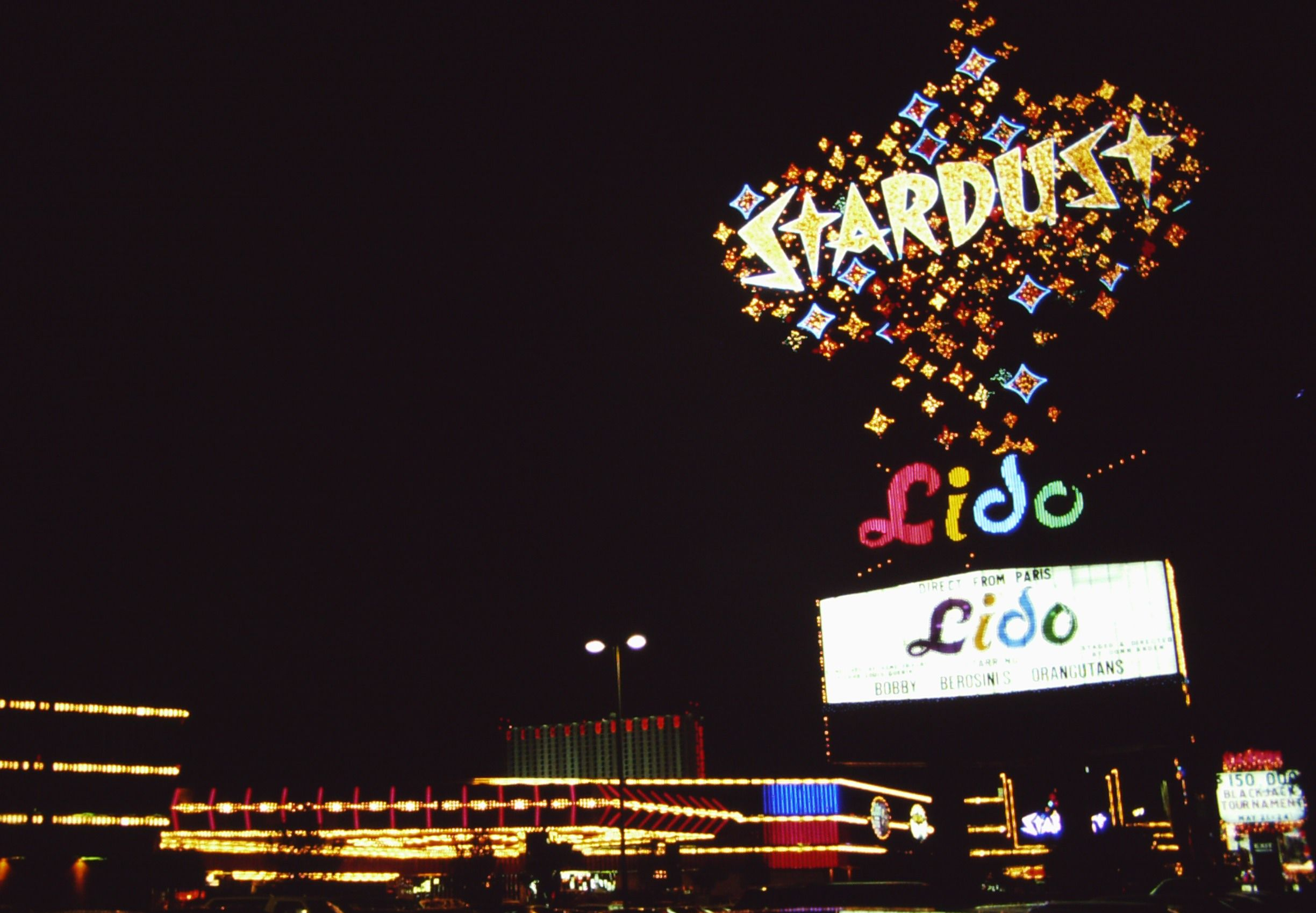
Das bekannte Neonschild des Stardust Casinos, 1990

Das Stardust war ein Hotel und Kasino am Strip in Winchester im US-Bundesstaat Nevada. Es gehörte der Boyd Gaming Corporation. Es wurde 2007 abgerissen.

## Stardust
Das Gebäude wurde ursprünglich von Tony Cornero erdacht, der jedoch noch vor der Fertigstellung starb. Es hatte zuletzt 1.552 Zimmer; nach Auffassung der Betreiber zu wenig für Las Vegas. Das Gebäude aus dem Jahre 1958 – mit zunächst 1.032 Zimmern das zu der Zeit größte Hotel der Welt – beherbergte das erste Casino in Las Vegas für den Massenbetrieb, da seine Preise erschwinglich waren. In den sechziger und siebziger Jahren war das Kasino wegen Verstrickungen mit der Mafia berüchtigt.
Ab 1958 lief die Show Lido de Paris für mehr als 20 Jahre im Stardust. 1970 bis 1973 und 1978 bis 1981 waren Siegfried und Roy Teil der Show. 1978 bis 1981 waren sie der Closing Act und die Show wurde mit ihrem Namen auf dem Billboard beworben, Lido de Paris starring Siegfried and Roy.
Das Stardust verfügte über ein 23.000 m² großes Veranstaltungszentrum, eine Autovermietung, neun Restaurants, ein Fitnesscenter, einen Pavilion-Ausstellungsbereich mit 37.000 m², ein Sportwettbüro, ein Einkaufszentrum, ein Wellness-Bad, Schwimmbäder und eine Hochzeitskapelle.
Am 1. November 2006 wurde das Hotel geschlossen und am 13. März 2007 nach einem pompösen Abschieds-Feuerwerk kontrolliert gesprengt und fiel in sich zusammen. Damit sollte Platz geschaffen werden für einen neuen Hotel- und Unterhaltungskomplex. Der westliche Turm war mit 32 Stockwerken das höchste Gebäude, das je am Las Vegas Strip zu Fall gebracht wurde. Nur das berühmte Neonschild wurde für die Nachwelt aufbewahrt; es wird im Neon Museum in Las Vegas ausgestellt.

## Echelon und World Resort Las Vegas
Auf dem ca. 35 Hektar großen geräumten und arrondierten Gelände wollte das Glücksspielunternehmen Boyd Gaming ein multifunktionales Megazentrum namens Echelon errichten. Die Kosten waren mit 4,4 Milliarden Dollar veranschlagt. Der Echelon-Place-Komplex sollte mehr als 5000 Hotelzimmer in mehreren unterschiedlichen Hotels enthalten, dazu einen gemeinsamen Casinobereich mit 13.000 Quadratmetern. Außerdem waren gut 90.000 Quadratmeter Konferenzräume, ein Ausstellungszentrum mit 60.000 Quadratmetern, eine Showbühne mit 4.000 Quadratmetern und ein Theater mit 1.400 Plätzen, eine Konzerthalle und ein mittelgroßes Einkaufszentrum geplant. Die Fertigstellung war zunächst für 2010 vorgesehen, die Arbeiten wurden jedoch nach einer ersten Verschiebung und letztendlich aufgrund der weltwirtschaftlichen Lage ausgesetzt.
2013 kaufte das Unternehmen Genting Group das Grundstück und will dort ein Hotel und Kasino mit asiatischen Motiven errichten.

## Trivia
- Siegfried und Roy waren von 1970 bis 1973 und von 1978 bis 1981 im Stardust engagiert.[4]
- Wayne Newton unterschrieb 1999 einen Zehnjahresvertrag mit dem Stardust; er verließ das Haus jedoch schon im April 2005.
- Frank „Lefty“ Rosenthal war Manager im Stardust. Er war das Vorbild für Sam „Ace“ Rothstein in Martin Scorseses Film Casino.